# Nikolaus Lauer

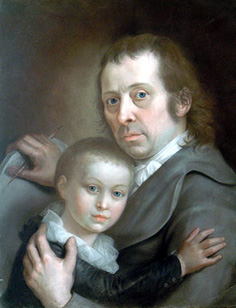
Selbstbildnis mit Tochter Regina, Nikolaus Lauer, 1795/96

Nikolaus Lauer (* 21. Juli 1753 in St. Wendel; † 29. April 1824 ebenda) war ein deutscher Bildnismaler.

## Leben

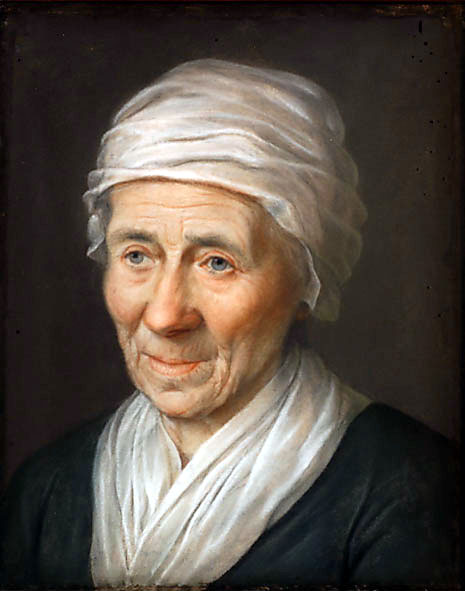
Susanne Lauer, die Mutter von Nikolaus Lauer, um 1785

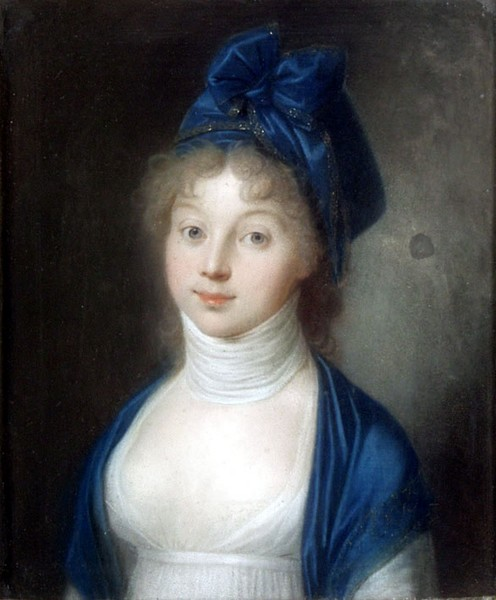
Luise von Mecklenburg-Strelitz, Nikolaus Lauer, 1798

Nikolaus Lauer wurde in St. Wendel als Sohn des Philipp Lauer und der Susanne Lauer, geb. Hallauer geboren. Nach seiner Ausbildung an der Zeichnungsakademie Mannheim, wo er 1781 einen der jährlichen ausgesetzten drey goldenen Preise für Zeichner gewann,  erhielt er 1786 eine Anstellung als Porträtmaler bei der Reichsgräfin Marianne von der Leyen in Blieskastel.
1791 berief ihn Karl II. August Christian von Pfalz-Birkenfeld-Zweibrücken an den Zweibrücker Hof nach Homburg. Nach zweijähriger Tätigkeit verließ Lauer die Stadt im Gefolge der herzoglichen Familie, die 1793 vor den Truppen der Revolutions-Armee ins „Rechtsrheinische“ nach Rohrbach floh. Nach seiner Entlassung aus herzoglichen Diensten zog er 1794 zunächst nach Leipzig, dann nach Dresden, wo er in der Gemäldegalerie die Alten Meister studierte und übersiedelte 1797 nach Berlin. Die Zeit in Preußen war für den Wandermaler die Erfolgreichste in seiner künstlerischen Laufbahn. Als einer der renommiertesten Porträtisten schuf Lauer neben Bildnisgemälden wohlhabender Bürger zahlreiche Porträts von Mitgliedern des preußischen Königshauses, vor allem der Königin Luise. Noch im Jahr der Besetzung Preußens durch die napoleonische Armee verließ er Berlin 1806 und kehrte nach St. Wendel zurück, wo er weitere Porträtgemälde von bürgerlichen Persönlichkeiten schuf und in seiner Werkstatt Malschüler ausbildete. Nach mehrmonatigen Aufenthalten zwischen 1809 und 1816 in Frankfurt am Main und Berlin blieb er anschließend bis zu seinem Lebensende in der Heimatstadt.
Die meisten Porträtgemälde aus der Zeit am Zweibrücker Hof sind verschollen. Von den zahlreichen Pastellen, die er für das preußische Königshaus schuf, finden sich Werke in Berliner Schlössern, unter anderem im Schloss auf der Pfaueninsel oder Schloss Charlottenburg. Die Zahl seiner Gemälde mit Darstellungen wohlhabender Kaufleute, Industrieller und Politiker ist kaum überschaubar, da die Arbeiten in der Regel nicht signiert wurden und sich häufig in Privatbesitz befinden.

## Werke (Auswahl)
- Karl II. August Christian von Pfalz-Birkenfeld-Zweibrücken
- Susanne Lauer (die Mutter), um 1785 (im Stadtmuseum St. Wendel)
- Philipp Lauer (der Vater), um 1785 (im Stadtmuseum St. Wendel)
- Maria Anna Josepha von Bayern
- Auguste Wilhelmine von Hessen-Darmstadt
- Selbstbildnis mit Tochter Regina, 1795/96
- Adam Friedrich Oeser, 1798 (im Gleimhaus Halberstadt)
- Friedrich Nicolai
- Friedrich Wilhelm III. von Preußen
- zahlreiche Porträtgemälde von Luise von Mecklenburg-Strelitz
- Prinz Carl von Preußen als Mameluk, 1804 (im Schloss Glienicke, Berlin)
- Friedrich Wilhelm Graf von der Schulenburg-Kehnert
- Conrad Geiß (Juwelier und Produzent von „Fer de Berlin“)
- Antonie Brentano mit Sohn Georg und Tochter Fanny
- Selbstbildnis, um 1820 (im Saarlandmuseum Saarbrücken)
- Friedrich Philipp Stumm
- Charlotte Sophie Röchling
- Mitglieder der Familie Cetto, St. Wendel

## Ausstellungen (Auswahl)
- 3. November 2006 bis 28. Januar 2007: Nikolaus Lauer – Königin und Bürgerschaft: Porträts um 1800 in der Alte Nationalgalerie in Berlin[2]
- Dauerausstellung von Pastellbildern im Stadtmuseum in St. Wendel